# Canzoni (Lucio Dalla)
| Recensione      | Giudizio |
| --------------- | -------- |
| All Music Guide |          |

Canzoni prodotto da Mauro Malavasi che cura gli arrangiamenti. è il ventitreesimo album del cantautore Lucio Dalla, pubblicato il 5 settembre 1996 dalla Pressing e distribuito da BMG Ricordi. Trainato dal singolo Canzone, scritto in collaborazione con Samuele Bersani e uscito un mese prima, l'album ha raggiunto il 1º posto nella classifiche di vendita in Italia con oltre 5 milioni copie vendute.

## Descrizione
Rispetto alle undici canzoni indicate sulla copertina, Il CD contiene due ghost track collocate in chiusura. La prima è un rifacimento di Disperato erotico stomp del 1977, mentre la seconda è il canto liturgico Vieni, spirito di Cristo interpretato dal giovane frate domenicano Alessandro Fanti (voce), accompagnato alla tastiera dal pianista Stefano Greco, all'epoca incaricato dell'animazione liturgica: Dalla aveva sentito frate Alessandro eseguire quel canto nella basilica di San Domenico a Bologna qualche mese prima, e ne era rimasto talmente commosso da chiedere al priore il permesso di registrarlo. Sebbene la registrazione sia stata effettuata una prima volta in basilica, la presenza di eccessivi rumori di sottofondo rese necessario ai due esecutori di andare a registrare nuovamente il brano nella non lontana sede dello studio di registrazione Fonoprint.
La canzone Amici è un rifacimento con un nuovo titolo di Tutto il male del mondo, vecchia canzone di Dalla del 1966.

## Tracce
1. Ayrton – 4:26 (Paolo Montevecchi)
2. Canzone – 4:29 (Samuele Bersani, Lucio Dalla)
3. Tu non mi basti mai – 4:30 (Lucio Dalla, Tullio Ferro)
4. Domani – 5:04 (Lucio Dalla, Laurex)
5. Ballando ballando – 4:17 (Lucio Dalla, Mauro Malavasi, Robert Sidoli, Angelo Messini)
6. Sul mondo – 4:53 (Gian Luigi Fortuzzi, Leo Z)
7. Amici – 4:51 (Lucio Dalla)
8. Prendimi così – 4:13 (Lucio Dalla, Gabriel Zagni)
9. Nun parlà – 3:52 (Lucio Dalla)
10. Cosa vuol dire una lacrima – 3:45 (Lucio Dalla)
11. Goodbye – 4:30 (Lucio Dalla)
12. Disperato Erotico Stomp – 5:07 (Lucio Dalla) – Traccia nascosta
13. Vieni, spirito di Cristo – 2:13 – Traccia nascosta

## Classifiche
| Classifica (1996) | Posizione massima |
| ----------------- | ----------------- |
| Italia            | 1                 |
| Europa            | 16                |
| Svizzera          | 17                |

### Classifiche di fine anno
| Classifica (1996) | Posizione |
| ----------------- | --------- |
| Europa            | 10        |
| Italia            | 2         |

| Classifica (1997) | Posizione |
| ----------------- | --------- |
| Europa            | 24        |

## Formazione
- Lucio Dalla – voce, cori, tastiera
- Mauro Malavasi – tastiera, cori e percussioni, programmazione, arrangiamento
- Bruno Mariani – chitarra
- Naco, Paolo Marini – percussioni
- Leo Z – tastiera
- Roberto Costa – basso, cori
- Giovanni Pezzoli – batteria
- Ricky Portera – chitarra acustica chitarra elettrica
- Daniele Zanini – chitarra elettrica
- Luca Buconi, Luca Ronconi – violino
- Tullio Ferro – fischio
- Simone Bartolini – corno
- Andrea Sandri, Francesco Yago Felleti, Iskra Menarini, Riccardo Majorana – cori

Produzione
- Mauro Malavasi – produzione, missaggio, mastering